# Riddarhusordningen
Riddarhusordningen är den författning i Sverige och Finland som reglerar adeln som korporation.

## Sverige
Den första riddarhusordningen fastställdes den 6 juni 1626 av Gustav II Adolf. Den ersattes av en ny den 10 augusti 1762 av Gustav III som dock återinförde 1626 års riddarhusordning med ett antal tillägg den 3 november 1778. Efter att 1809 års regeringsform antagits fastställde Karl XIII den 31 oktober 1810 en ny riddarhusordning  som var gällande fram till representationsreformen 1866 då ståndsriksdagen avskaffades och adeln inte längre utgjorde en del av riksdagen.
Adels nya organisation reglerades genom den nya riddarhusordning som utfärdades av Karl XV den 22 juni 1866. Den fastställde adelskapets rättsliga grund, dess verksamhet samt frågor om skydd för adligt namn och vapen. Fram till 1 juli 2003 var den en officiell författning och reglerades av regeringen. Efter detta datum regleras riddarhusordningen av adelsmötet.

## Finland
Efter att Finland skilts från Sverige 1808 upprättades ett nytt riddarhus för det finska adelsståndet år 1818. 1626 års riddarhusordning gällde till den 21 april 1869 då en ny finsk riddarhusordning antogs. Den var gällande till 22 november 1918 då den alltjämt gällande riddarhusordningen stadfästes av senatens ordförande Pehr Evind Svinhufvud.